# Жангизтобе
Жангизтобе́ (каз. Жаңғызтөбе, ранее Джангизтобе) — посёлок в Жарминском районе Абайской области Казахстана.
Основан в 1930 году в связи со строительством Турксиба. Административный центр Жангизтобинской поселковой администрации. Код КАТО — 634457100. Расположен в 31 километре к юго-западу от районного центра — посёлка Калбатау.
Через Жангизтобе проходит автомобильная дорога Алматы — Усть-Каменогорск.
Недалеко от посёлка располагалась наземная 57-я ракетная дивизия РВСН СССР. Расформирована в 1995 году.
Здесь 28 октября 1957 года родилась известная казахская певица Роза Рымбаева.

## Население
В 1999 году население посёлка составляло 4090 человек (2062 мужчины и 2028 женщин). По данным переписи 2009 года в посёлке проживали 3002 человека (1468 мужчин и 1534 женщины).